# Zalaszentmihály
Zalaszentmihály község Zala vármegyében, a Zalaegerszegi járásban.

## Fekvése
A Zalai-dombságban, ezen belül az Egerszeg–Letenyei-dombság területén fekszik, a Szévíz és a Principális-csatorna között.
A közvetlenül határos települések: észak felől Nemesszentandrás és Nemessándorháza, északkelet felől Zalaigrice, kelet felől Pacsa, délkelet felől Felsőrajk, dél felől Pötréte, nyugat felől pedig Pölöske.
A legközelebbi város Pacsa, 5 kilométerre keletre; a járás és a vármegye székhelye, Zalaegerszeg, 22 kilométerre északnyugatra helyezkedik el.

### Megközelítése
Belterületén keresztülhalad kelet-nyugati irányban a Balatontól (Keszthelytől) a szlovén határnál fekvő Lenti térségéig vezető 75-ös főút, így ez a legfontosabb közúti megközelítési útvonala. Külterületén indul a főútból északi irányban kiágazva a Principális-völgyben húzódó, Pókaszepetkig vezető 7362-es út.
A hazai vasútvonalak közül a Szombathely–Nagykanizsa-vasútvonal érinti, amelynek egy állomása van itt. Zalaszentmihály-Pacsa vasútállomás a belterületének délkeleti szélén helyezkedik el, közúti elérését a 75 324-es számú mellékút biztosítja.

## Története
1234-ben sanctus Michaelem iuxta Plyske néven említi egy középkori irat, 1408-ban Piliskezentmihal, Zentmíhal 1468-ban, Peleske Zent Myhal 1485-ben, 1877-ben Zalaszentmihály.
Történetének kezdete megelőzi írásbeliségét. A honfoglalás kora előtti leletek közt kiemelendő, hogy a közeli Horvát-(Basa-)hegyen ősi település sírkamráját, a Széchenyi-féle csatornaépítés közben pedig egy óriás, állítólag 242 centiméteres Góliát tőzegbe konzervált csontjait ásták ki. Kelták, avarok, szlávok telephelye is volt a mocsarakkal védett terület.
Egyesek a tihanyi alapítólevélben is írva vélik: "Zszmt., mint a pílískei bencések falva" Első említésétől fogva fontos hely a Széviz völgyében. 1334-ben Szent Mihály nevét viseli temploma, egyházának papja János, aki 40 széles dénárt fizet pápai tizedként. A törökök által elpusztított pálos rendi kolostor perjelét 1498-ban Orbánnak hívták.
1482-ben Mátyás király Egervári Lászlónak, testőrkapitányának adta. Az 1500-as évek elején a bajnai Both család kezében volt, és a megőrzött okmányok tanúsága szerint gyakran voltak perben egymással, s okoztak egymásnak nagy károkat. Magszakadásuk után 1558-ban "Peleske Zenthmyhal possessío" egész területét Saaghy Imre és pölöskei Eördögh Gergely kapta a benne levő nemesi kúriákkal, valamint Bucsa, Nág-falu, Szentlőrinc és Várfölde egész területeivel együtt. De a beiktatásnál többen ellentmondtak; talán emiatt is néhány év múlva a fenti családokról nem adnak hírt az iratok. Ellenben a bajnai Both család leányai hosszú birtokvitákat nyitottak az őket illető részekért. Azt is elérték, hogy 1570-ben a possessio négy országos vásárt tarthatott: Szent Antal napján, virágvasárnap, Szent Péter bilincsei napján és Szent Miklós püspök neve napján. A hetivásár napja a szombat volt.
A korábban virágzó település a török időkben sok megpróbáltatásnak volt kitéve. A portyázó török katonák gyakran nemcsak anyagi javakat, hanem embereket is elraboltak, majd súlyos váltságdíj ellenében engedték csak szabadon foglyaikat. Az emberek ezért védettebb helyekre, például Pölöskére húzódtak. Folyamatosan csökkent így a falu népessége, de nem lett puszta.
Kanizsa eleste, 1600 után a sarcolás fokozódott. A török meg is adóztatta az itt élőket. A XVII. század végén a falu Baboczay Ferenc és Balogh Péter kezében volt, akiknek a török időkben házanként két forinttal adóztak. Az utolsó török földesúr Ahmet Ispaya volt, akinek házanként hat forint adót fizettek évenként, ezen kívül robotot és természetbeni szolgáltatásokat adtak. A szultánnak évi négy forinttal adóztak. Mindezeken kívül két hosszú fuvart kellett teljesíteni Kanizsára.
A Kanizsát visszafoglaló hadművelet, a török utánpótlás megsemmisítését és a védők kiéheztetését célzó terv részeként a császári csapatok parancsnoka, Plaquada felégettette a falut. Ám Kanizsa felszabadítása után a falvak hamarosan kezdtek újra benépesülni, és új házakat építettek.
1697-ben egy eredeti úrbéri összeírás számolt be a helyzetről, öt féltelkes jobbágyot említve. A leírás szerint a szántó és a legelő jó állapotban van; a település tiszta úrbéres falu, amit nemesek nem laknak; a lakosság katolikus vallású, és érdekes módon sem tizedet, sem kilencedet nem fizettek, sőt korábban sem adtak. A felmérő megjegyezte még azt is, hogy a falunak jó halastava van ("Ein Reíches Fisch Wasser").
1699-ben 1/2 telken ketten, és öten-öten 1/4, illetve 1/8 jobbágytelket laknak. Lassan növelték a művelésbe vett földek nagyságát. A népesség gyarapodására jellemző, hogy üres jobbágytelek nincs.
Az 1701-ből származó összeírás szerint az állattenyésztés csak a szűk igények kielégítésére szolgált. A szántóföldön főleg búzát, kukoricát, rozsot, hajdinát árpát, kölest, zabot és tönkölyt termesztettek. 1720-ban Talián Ádám és a Perneszi család birtokolta. Érdekes megjegyzés, hogy a falu egy Bozót nevű posvány mellett fekszik, emiatt a rét mélyen fekvő, a rajta termő széna rossz minőségű, sásos. A faluban a szőlőtermesztés nem jellemző, ami van is, rossz minőségű. 1724-ben a közeli Berekfai pusztán Szentmihály és Pölöske lakói szólóhegyet telepítettek. 1748-ban Pusztaszentlászló filiájaként említik. Jelentős fejlődésről tanúskodnak a század második feléből származó összeírások. Gazdák száma a század elején kilenc volt, most 37, a zsellérek száma nyolc. Növekedett az állattartás és a méhészkedés jelentősége. Feljegyeztek kilenc iparost is.
A falu határában folyó patakokat csikászásra és halászatra használták A területet trágyázni kellett, hogy búza elegendőt teremjen. Piacra Szentlászlóra és Egerszegre jártak. A legelő elég, a makkoltatás ingyenes, úgyszintén a faizás is. Piacra járván a pölöskei uraságnak vámot kellett fizetni. Változtak a birtokosok is Sennyei Antal báró, Zárka Anna és Skublics Sándor. Megjegyzik, hogy a lakosok (Búcsú) Szent Lászlóra és Egerszegre járnak piacra, de piacra járva a pölöskei uraságnak vámot kell fizetniük.
Mária Terézia uralkodása idején van először tanító, akit a falu vesz fel, felügyeli és fizeti a lakossággal együtt. A tanító ekkor Bebessy István. A tanítójának nyolc tanítványa van akit írni, olvasni és számolni tanít ("legere, scriberet et aritmeticam docet"). A lakása egy szoba, konyha és kamra.
A lakosság száma ekkor 451 fő, akik közül 13 lutheránus. 1777-ben a templomáról feljegyzik, hogy 22 éve restaurálták.
A Mária Terézia korabeli úrbérrendezés megszabta a telek nagyságot, 20 hold szántó és hat szekér szénát adó rét. robot, igás vagy gyalog robot. Több birtokos van zalabéri Horváth Józsefnek 17 jobbágya és 11 hazátlan zsellére, pósfai Tulok Jánosnak nyolc jobbágya egy-egy háza és hazátlan zsellérje, miskei és monostori Thassy Jánosnak 6 jobbágya és három hazátlan zsellérje volt, besenői és velikei Skublics Jánosnak pedig 6 jobbágya, tíz házas és három hazátlan zsellérrel bírt. A temploma Szent Mihály arkangyal tiszteletére lett szentelve, papja nincs, 494 lélek lakja.
1792-ben készült egy tervezet a pölöskei mocsár lecsapolásáról, amely a Szent Mihály hídnál kezdődik. 1828-ban feljegyzik, hogy 7 nemes család él a faluban, amelyet II. osztályú urbáriális falunak soroltak be. A szántó 4/5 része ősziekkel 1/5-e tavasziakkal van bevetve, búza, rozs, árpa, zab a fő termesztett növény. A terület fekvése részben sík, részben dombos, talaja agyagos és homokos.
Thíle Magyarhont bemutató leírásában Szentmihály a következőképpen szerepel: "Magyar falu, római katolikus templommal és plébániával. A 83 házban 617 lakos él. Közelében pusztuló erdőség és a falu határában egy széles és hosszú tó van, ez a Szévizi tó, amelyben sok hal van. Földesurai a Feyin, Gerley, miskei és monostori Thassy, pósfai Tulok és zalabéri Horváth családok." A korabeli nemesi összeírás szerint: "kétségtelen nemes 7 család , 15 férfi, nem igazolt nemes 2 család, 4 férfi". Az ugyanakkor készült vízügyi és közlekedési jelentés szerint "Pölöske Sz. Mihály nemesi falu, Dombos határ keleten." A Deák Ferenc által vezetett bizottság tervei a Szévizi-tavak rendezésére, valamint az azokkal összeköttetésben álló szentmihályi, pölöskei, fakosi pötrétei és hahóti berkek kiszárítására boldogfai Farkas János Nepomuk (1774-1847) alispánsága alatt zajlottak.
1848-ban 591 lakosa, többség katolikus, de van 6 evangélikus ís. a elemi iskolája van, télen 58, nyáron 34 tanulóval, a tanítás nyelve magyar. 1870-ben még kevés az írást olvasást ismerő, míg 1910-ben már túlnyomó többség, 910 ember tud írni és olvasni.
Az első világháború és az azt követő forradalmak itt sem múltak el nyom nélkül.1916-ban még a templom öreg harangját is elviszik.
De a két világháború között a forgalmas település igazán fontos hely Zala vármegye közepén . A pacsai járáshoz tartozó község körjegyzőség, és 1896-tól Zalaszentmihályon volt az anyakönyvi hivatal is. Az 1935-ös adatok szerint a lakosság száma 1554 fő, akik négy kivétellel magyar anyanyelvűek. A felekezeti megoszlás a következő, 1501 katolikus, 41 zsidó, 12 református. Lakóházainak száma 266. A katolikus népiskola négy tanerős két tantermes községi elemi. (A felnőtt lakosság már művelt alapfokon, gyakorlatilag nincs analfabéta, az írni-olvasni tudók száma 1199 fő.) A körorvos Pacsán rendelt. A faluban két kocsma és egy vendéglő szolgálta az enni-inni vágyókat. Három lókereskedő és három szatócs, valamint két szabó, két asztalos, öt cipész egy kovács és két kőműves is van a faluban. Modern ipar is jelen van, működik két téglagyár, az egyik 100 lóerős géppel, a másik hat lóerős géppel, és ötven-hatvan munkással.
A második világháborúban 81 zalaszentmihályi pusztult el: a frontokon, a harcok során és a deportálások áldozataként.
A háború után elrendelt földosztás itt is megtörtént, dr. Mihályi Lajosné 350 holdas birtokát és házát vették igénybe, mert a tulajdonos Ausztriába menekült, és onnan nem tért haza. A házat és a kertet a tulajdonos anyja kérte, de az Országos Földhivatal végül 1950 januárjában (!) elutasította. Különös esetnek számit, de korántsem egyedi az, hogy a háború végén több zsidó család kényszerből eladta a birtokát és azt szerette volna visszavásárolni, vagy az elhurcolásból visszatérve szerette volna korábbi vagyonát visszakapni. Ezt országszerte így volt, s többnyire, s itt is, sikertelen maradt. A pölöskei határban levő Károlyi és Teleki grófi birtokokból Zalaszentmihály 33 hold rét és 10 hold legelő juttatásban részesült.
Az 1949-es népszámláláskor a falu területe 3584 kh, lakóházainak száma 349, a népesség száma 1640.
A faluhoz tartozott néhány külterületi lakott hely, mint Alsóbebespuszta, Alsócserpuszta, Bükkpuszta, Csermajor, Kőgyár, Öreghegy, vasúti őrház.
A községi tanács 1970-ig működik. 1970-től az önálló tanács megszűnt, a közös tanács székhelye Pacsán volt. A rendszerváltás után az önkormányzatiság jegyében nemcsak az önkormányzat, hanem a közigazgatás is visszanyerte autonómiáját, s önálló jegyzőséget alakítottak ki.
1960-ban már működik egy termelőszövetkezet 372 taggal. 1950. február 6-án megalakult a Felszabadulás tsz. A Harc a szocializmusért tsz és a pacsai Harcos tsz 1962-ben olvadt össze. Taglétszáma 732 fő. Gazdálkodási területe 2380 kh, ebből szántó 1844 kh, szarvasmarha állománya 766 db, traktorállománya 32 db. Hamarosan megépült a hűtőház, megnyílt a tőzegbánya.
A rendszerváltáskor a mezőgazdaságban levő kötőerők csökkentek, nőtt a munkanélküliség. Jelenleg 42 körül van 8% alatti értéken, a megyei és környékbeli átlagtól kisebb arányú.

## Közélete

### Polgármesterei
- 1990–1994: Horváth Gyula (SZDSZ)[4]
- 1994–1998: Horváth Gyula (SZDSZ)[5]
- 1998–2002: Mátay Miklós (független)[6]
- 2002–2006: Mátay Miklós (független)[7]
- 2006–2010: Dr. Koczpek Csaba Zsolt (Fidesz-KDNP)[8]
- 2010–2014: Dr. Koczpek Csaba Zsolt (Fidesz-KDNP)[9]
- 2014–2019: Dr. Koczpek Csaba Zsolt (független)[10]
- 2019–2024: Dr. Csikós Andrea Dóra (független)[11]
- 2024– : Dr. Csikós Andrea Dóra (független)[1]

## Népesség
A település népességének változása:
| Lakosok száma | 971  | 963  | 938  | 854  | 923  | 938  | 947  |
|               | 2013 | 2014 | 2015 | 2021 | 2022 | 2023 | 2024 |

A 2011-es népszámlálás idején a nemzetiségi megoszlás a következő volt: magyar 97,2%, cigány 0,36%, német 1,9%. A lakosok 70,5%-a római katolikusnak, 1,95% reformátusnak, 0,4% evangélikusnak, 3,7% felekezeten kívülinek vallotta magát (23,3% nem nyilatkozott).
2022-ben a lakosság 87,2%-a vallotta magát magyarnak, 4,6% németnek, 0,7% cigánynak, 0,1-0,1% szerbnek, lengyelnek, horvátnak és bolgárnak, 2,4% egyéb, nem hazai nemzetiségűnek (10,6% nem nyilatkozott; a kettős identitások miatt a végösszeg nagyobb lehet 100%-nál). Vallásuk szerint 44,6% volt római katolikus, 1,5% református, 0,5% evangélikus, 0,2% görög katolikus, 1% egyéb keresztény, 2,1% egyéb katolikus, 7,8% felekezeten kívüli (41,5% nem válaszolt).

## Nevezetességei
- Római katolikus templom

A település fő útvonala mellett található, egyhajós templom. A 15. században épített templomot 1760-ban építették újjá, ekkor épült tornya is. 1805-ben leégett. 1939-ben és 1965-ben helyreállították.
A szentély D-i oldala előtt négyzet alaprajzú toronnyal, a szentély felől kontyolt nyeregtetővel, a hajó É-i oldalához kapcsolódó sekrestyével rendelkezik. A szentély fiókos dongaboltozatos. A szentély középső és D-K-i szakaszán a D-i homlokzat ablakaihoz hasonlóan csúcsíves, kávás kőkeretezésű, mérműves gótikus ablakok állnak. Berendezése jellemzően 19-20. századi.
- Zalaszentmihályi tó

A Zalaszentmihályi horgásztó, a Szévíz csatorna festői völgyében helyezkedik el a falu közvetlen határában. A 97 hektáros horgásztó a ’70-es évek végén befejezett tőzeg és mésziszap bányászat helyén alakult ki, rendkívül változatos 1-4 méter mélységű mederrel. A víznek befolyó utánpótlása nincs, horgásztó vízoszlopa 40–70 cm-es ingadozással a talaj vízszintjét követi. A zalaszentmihályi horgásztó a természet erejénél fogva, valamint a horgászegyesület tudatos gazdálkodásának eredményeként igen gazdag – szinte felbecsülhetetlen – halállománnyal (ponty, amur, harcsa, süllő, csuka, balin, keszegfélék), a horgászok körében országos ismeretséggel rendelkezik.
A zalaszentmihályi horgásztó halállománya részben a bányagödrökben már meglévő halakból (csuka, compó, aranykárász, vörös szárnyú keszeg), valamint a bánya elárasztása során telepített ponty, süllő, balin és szürkeharcsa állományból tevődik össze, amelyek az eltelt 30 év alatt kapitális példányokká fejlődtek.

## Külső hivatkozások
- Zalaszentmihály az utazom.com honlapján
- http://www.muemlekem.hu/muemlek?id=11119
- https://web.archive.org/web/20150217163618/http://zszhe.hu/hu/
- http://mozgo.dfmk.hu/bemutatkozas/pacsai-kisterseg/zalaszentmihaly